# Copris megasoma
Copris megasoma là một loài bọ cánh cứng trong họ Bọ hung (Scarabaeidae).